# Numea
Numea (AFI: /nuˈmɛa/; in francese Nouméa, /numeˈa/, precedentemente Port-de-France; in canaco Numêea) è la principale città nonché il capoluogo amministrativo del territorio francese della Nuova Caledonia. La città è situata su una penisola nella parte sud-occidentale della Grande Terre, l'isola principale e la più estesa dell'arcipelago.
È anche la più grande città francofona dell'Oceania. La popolazione ammonta a 91 386 abitanti che divengono 146 000 contando anche i sobborghi.
La maggioranza dei residenti sono cittadini europei, sia autoctoni (caldoches), sia cittadini della Francia metropolitana (zoreilles) che risiedono nel territorio per vari motivi. Vi è anche un'alta percentuale di canachi, polinesiani e asiatici (indonesiani, vietnamiti, cinesi). È quindi una città cosmopolita, ma prevale la cultura europea, e la lingua francese è molto presente.
È la sede del Segretariato della comunità del Pacifico. Nel 1966, 1987 e 2011 è stata sede dei Giochi del Pacifico, una manifestazione multisportiva cui partecipano gli Stati del Pacifico Meridionale. Nel 1984 e nel 2000 è stata sede del Festival of Pacific Arts, una festa quadriennale che vede tutti i popoli dell'Oceania radunati per manifestazioni artistiche e sportive.

## Geografia fisica
Il territorio numeano è costituito da una penisola protesa verso meridione nel mar dei Coralli, dalla superficie terrestre complessiva di 45,7 km2, fatto che rende Numea il comune meno esteso della Nuova Caledonia.

### Clima
| Numea               | Mesi | Mesi | Mesi | Mesi | Mesi | Mesi | Mesi | Mesi | Mesi | Mesi | Mesi | Mesi | Stagioni | Stagioni | Stagioni | Stagioni | Anno  |
| Numea               | Gen  | Feb  | Mar  | Apr  | Mag  | Giu  | Lug  | Ago  | Set  | Ott  | Nov  | Dic  | Inv      | Pri      | Est      | Aut      | Anno  |
| ------------------- | ---- | ---- | ---- | ---- | ---- | ---- | ---- | ---- | ---- | ---- | ---- | ---- | -------- | -------- | -------- | -------- | ----- |
| T. max. media (°C)  | 29,2 | 29,2 | 28,6 | 27,1 | 25,5 | 24,0 | 22,9 | 23,1 | 24,1 | 25,7 | 27,3 | 28,4 | 28,9     | 27,1     | 23,3     | 25,7     | 26,3  |
| T. min. media (°C)  | 22,6 | 22,7 | 22,3 | 20,6 | 18,8 | 17,5 | 16,1 | 16,1 | 16,4 | 18,2 | 20,0 | 21,3 | 22,2     | 20,6     | 16,6     | 18,2     | 19,4  |
| Precipitazioni (mm) | 111  | 117  | 136  | 108  | 89   | 119  | 72   | 67   | 42   | 50   | 54   | 76   | 304      | 333      | 258      | 146      | 1 041 |

## Storia
Il 25 giugno 1854, il capitano francese Louis-Marie-François Tardy de Montravel trovò nella baia di Noumea, protetta dal vento e profonda, un luogo adatto alla creazione di un sito militare fortificato. Chiamò il luogo Port-de-France e fece costruire una fortezza su una collina di fronte all'isola di Nou. Nel 1856, la città contava solo 921 abitanti, 113 dei quali erano militari. Nel 1857 iniziò l'attuazione del piano regolatore. In primo luogo, la collina di Conneau fu sbancata per costruire un porto con un molo. I lavori di sbancamento delle paludi, che crearono la maggior parte dell'attuale centro urbano, durarono fino al 1877 e furono eseguiti a partire dal 1869 da detenuti inviati dalla Francia. Il 2 giugno 1866, Port-de-France adottò il nome di "Noumea" per evitare confusione con Fort-de-France in Martinica.
La mancanza di una sorgente e di un fiume nei pressi della città si rivelò un grosso problema per l'insediamento. Fu necessario costruire un canale di 12 km dal fiume Yahoué, che fu completato nel 1877. Nel 1879, Nouméa divenne la capitale della Nuova Caledonia. Nel 1904 entrò in funzione la linea ferroviaria Noumea-Dumbea. Nel 1932 si è verificato il primo volo da Noumea alla Francia. Durante il boom del nichel, la città si espanse sempre più verso la periferia. Nel 1972 iniziò la grande espansione del porto, collegando l'isola di Nou alla terraferma e ribattezzandola Nouville.

## Monumenti e luoghi d'interesse

### Architetture religiose
- Cattedrale di San Giuseppe (Numea)

### Architetture civili
- Castello Hagen
- Casa Célières
- Centro culturale Jean-Marie Tjibaou

## Economia
Sebbene non sia attualmente una delle principali destinazioni turistiche, dal 2007 Nouméa è una delle città in più rapida crescita del Pacifico e nel decennio precedente ha conosciuto un grande boom edilizio. Il sindaco di Nouméa è Sonia Lagarde; nel 2020 la sua rielezione è stata osteggiata dall'ex leader della Confederazione delle Piccole e Medie Imprese (CPME), Cherifa Linossier, la cui campagna elettorale, non andata a buon fine, si basava sulla rivitalizzazione dell'economia locale.

## Società

### Migrazioni
I luoghi di nascita dei 179.509 residenti nell'area urbana della Grande Nouméa al censimento del 2014 erano i seguenti:
- il 66,7% è nato in Nuova Caledonia
- il 21,2% nella Francia metropolitana e nei suoi dipartimenti d'oltremare (ad eccezione di Wallis e Futuna e della Polinesia francese)
- il 6,3% all'estero (in particolare Indonesia, Vanuatu, Vietnam e Algeria)
- 5,8% a Wallis e Futuna (essenzialmente) e nella Polinesia francese (in misura minore).

### Comunità etniche
Le comunità etniche autodichiarate dei 182.341 residenti nell'area urbana della Grande Nouméa al censimento del 2019 erano le seguenti:[12] 
- 30,65% europei
- 26,36% Canachi (abitanti melanesiani originari della Nuova Caledonia)
- 11,66% Vallesi e Futuniani
- 12,59% etnie miste
- 18,75% altre comunità (questo gruppo comprende in particolare i bianchi della Nuova Caledonia che hanno rifiutato di auto-identificarsi come "europei").

### Evoluzione demografica
Abitanti censiti

## Amministrazione

### Gemellaggi
- Nizza, dal 1985
- Gold Coast, dal 1992
- Taupo, dal 1995